# جيريمي براون (لاعب كرة قاعدة)
جيريمي براون (بالإنجليزية: Jeremy Brown)‏ هو لاعب كرة قاعدة أمريكي، ولد في 25 أكتوبر 1979 في برمنغهام في الولايات المتحدة.

## وصلات خارجية
- جيريمي براون على موقعبيزبول رفرنس.كوم (الدوري الرئيسي) (الإنجليزية)
- جيريمي براون على موقعبيزبول رفرنس.كوم (الدوري الثانوي) (الإنجليزية)